# Brahim Attaeb
Brahim Attaeb est un chanteur et présentateur belge né le 24 février 1984 à Torhout.

## Biographie
Brahim Attaeb naît à Torhout d'un père marocain et d'une mère flamande. À dix-neuf ans, il commence sa carrière musicale dans le concours belge "Idool 2003", organisé par VTM. Il finit à la quatrième place.
Au début de 2012, il sort son single Move tegen pesten qui a fait le buzz dans toute la Belgique ainsi qu'aux Pays-Bas. Le single s'est classé parmi les plus recherchés de la Belgique sur YouTube.
En 2013, il devient le coach de Meskerem Mees, auteure, compositrice et interprète belge.

## Discographie

### Albums
- 2003 : My life is music
- 2006 : Najaha
- 2008 : Evolution
- 2013 : 1984